# Кобыла-Ю
Кобыла-Ю — река в Вуктыльском районе Республики Коми и Берёзовском районе Ханты-Мансийского автономного округа. Исток реки — в озере Большое на водоразделе Оби и Печоры, устье находится в 93 км по правому берегу реки Щекурья. Длина реки составляет 13 км.

## Данные водного реестра
По данным государственного водного реестра России относится к Нижнеобскому бассейновому округу, водохозяйственный участок реки — Северная Сосьва, речной подбассейн реки — Северная Сосьва. Речной бассейн реки — (Нижняя) Обь от впадения Иртыша.
Код объекта в государственном водном реестре — 15020200112115300026615.